# Projektträger
Projektträger sind in Deutschland Einrichtungen (oder Abteilungen davon), die die Förderung von Projekten organisieren und verwalten. Ihre Auftraggeber sind hauptsächlich Ministerien auf Bundes- und Länderebene, aber auch privatrechtliche oder öffentlich-rechtliche Stiftungen. Die Auftraggeber stellen neben den direkten Projektkosten den Projektträgern Mittel für deren Leistungen zur Verfügung. Diese Verwaltungskosten liegen bei 5 bis 10 Prozent des Förderbudgets. 
Ministerien können einem beauftragten Projektträger den Status eines beliehenen Unternehmers verleihen. Der Projektträger kann dann im Rahmen seines Auftrags hoheitliche Aufgaben wahrnehmen. Der Bayerische Oberste Rechnungshof kritisierte 2019, dass die Ausgaben für Projektträger nicht in den Haushaltsplänen offengelegt werden und häufig nicht geprüft werde, ob die Förderprojekte nicht besser und wirtschaftlicher innerhalb der öffentlichen Verwaltung abgewickelt werden können.
Größter Auftraggeber für die Projektträger ist das Bundesministerium für Bildung und Forschung (BMBF). Das BMBF hat neben dem eigentlichen Projektmanagement weitere Aufgaben, die im Zusammenhang mit seinen Förderprogrammen stehen, an seine Projektträger ausgelagert (Outsourcing).
Im Netzwerk der Projektträger sind die bekanntesten öffentlichen und privaten Einrichtungen organisiert die Projektträgeraufgaben wahrnehmen; Stand 2023 mit 13 Mitgliedern mit insgesamt 5.000 Mitarbeitern:
- AiF Projekt GmbH, Tochter der Arbeitsgemeinschaft industrieller Forschungsvereinigungen „Otto von Guericke“ (AiF)
- Bundesanstalt für Landwirtschaft und Ernährung (BLE)[3]
- DLR Projektträger im Deutschen Zentrum für Luft- und Raumfahrt (DLR)
- DLR Projektträger Luftfahrtforschung
- Euronorm[4]
- Fachagentur Nachwachsende Rohstoffe (FNR)
- Gesellschaft für Anlagen- und Reaktorsicherheit (GRS)[5]
- Projektträger DESY im Deutschen Elektronen-Synchrotron (DESY)[6]
- Projektträger Jülich (PtJ) im Forschungszentrum Jülich
- Projektträger Karlsruhe (PTKA) im Karlsruher Institut für Technologie (KIT)
- TÜV Rheinland Consulting[7]
- VDI Technologiezentrum (VDI-TZ) im Verein Deutscher Ingenieure (VDI)[8]
- VDI/VDE Innovation + Technik (VDI/VDE-IT)

Daneben gibt es weitere Projektträger-Organisationen:
- Agentur für Innovation in der Cybersicherheit
- Zukunft – Umwelt – Gesellschaft (ZUG) gGmbH
- GSI Helmholtzzentrum für Schwerionenforschung GmbH[9]